# Vaux-lez-Rosières
Vaux-lez-Rosières (wa. Li Vå-addé-Rozire) – dzielnica (section) gminy Vaux-sur-Sûre w Belgii, w Regionie Walońskim, w prowincji Luksemburg, w okręgu Bastogne. 1 stycznia 2020 roku liczyła 813 mieszkańców. Do 16 lipca 1970 r. samodzielna gmina. 

## Demografia
Liczba mieszkańców, stan na 1 stycznia:
| Rok                | 1930 | 1947 | 1961 | 2020 |
| ------------------ | ---- | ---- | ---- | ---- |
| Liczba mieszkańców | 502  | 492  | 483  | 813  |